# Estadio Miguel Campomar
Estadio Miguel Campomar es un estadio multiuso de la ciudad de Juan Lacaze, Departamento de Colonia, Uruguay. El estadio tiene capacidad para 8000 personas.
Es usado frecuentemente para partidos de fútbol y es sede de los partidos de local de Deportivo Colonia en la Primera División Amateur de Uruguay, tercera categoría. A su vez el recinto deportivo es utilizado para un partido anual de carácter amistoso a beneficio a alguna organización de la ciudad, el mismo es organizado por Cristian Rodríguez, teniendo la presencia de destacadas figuras del deporte.  